# جبجبة (المغربة)

تعديل مصدري - تعديل

جبجبة هي إحدى قرى عزلة نيسا بمديرية المغربة التابعة لمحافظة حجة، بلغ تعداد سكانها 191 نسمة حسب تعداد اليمن لعام 2004.